# Device (groupe)
Device est un groupe américain de metal industriel, originaire d'Austin, dans le Texas. Il est formé par le chanteur du groupe Disturbed, David Draiman. Le premier album du groupe sorti en 2012, est appelé Device. Il contient des chansons faites en collaboration avec d'autres groupes.

## Historique
Disturbed devient inactif à la fin de 2011, et le chanteur David Draiman annonce alors un nouveau projet parallèle appelé Device en mai 2012. Il révèle qu'il collaborera avec Geno Lenardo, ancien guitariste du groupe Filter sur leurs albums Title of Record et Amalgamut, dans ce nouveau projet. Draiman révèle son intention de créer un projet qui sonne plus électronique, mais dans un sens metal industriel, dans la veine de Nine Inch Nails ou Ministry, et non du dubstep.
Draiman explique concernant la formation du groupe : « J'ai rencontré Geno Lenardo, qui travaillait sur la bande originale du film Underworld: Awakening qui est sorti … et il m'a demandé si ça m'intéressait d'y participer sur une chanson, puis je lui ai demandé de m'envoyer la chanson qu'il avait en tête et j'étais capable d'en faire une chanson puissante …. » Le groupe entre en studio en début juin 2012 et achève déjà les parties vocals d'une démo de cinq chansons le 6 juin : You Think You Know, Recover, Hunted, Vilify et War of Lies. En janvier 2013, Draiman confirme les dates de sortie de l'album éponyme du groupe, et du premier single. Il annonce l'album pour le 9 avril 2013, et la chanson Vilify à la radio le 19 février. Il confirme également la participation de Geezer Butler (Black Sabbath), Glenn Hughes (Deep Purple, Black Sabbath, Black Country Communion), M. Shadows (Avenged Sevenfold), Serj Tankian (System of a Down), Tom Morello (Rage Against the Machine) et de Lzzy Hale (Halestorm). Draiman confirme que la chanson qui fait participer Hale sera une reprise de la chanson Close My Eyes Forever de Lita Ford et Ozzy Osbourne.
Le premier single de l'album, Vilify, est publié le 19 février, accompagné d'une vidéo. Le groupe publie également un nombre de chansons sur Internet en streaming avant la sortie de l'album, comme You Think You Know le 25 mars, Penance le 28 mars, et Close My Eyes Forever le 30 mars. Le groupe tournera en compagnie du batteur Will Hunt et du guitariste Virus, mais sans Lenardo. La première date de tournée est révélée une journée après la sortie de l'album, au Soul Kitchen Music Hall de Mobile, en Alabama, le 10 avril 2013. Device participe la même année au festival Gigantour. 
En septembre 2015, Draiman annonce qu'il n'a aucune intention de faire un nouvel album de Device.

## Membres

### Membres studio
- David Draiman – chant (2012–2014)
- Geno Lenardo – guitare, basse (2012–2014)

### Membres de tournée
- Will Hunt – batterie (2013)
- Virus – guitare, chœurs (2013)

## Discographie

### Albums studio
| Titre  | Détails                                                                      | Meilleure position | Meilleure position | Meilleure position | Meilleure position | Meilleure position | Meilleure position | Meilleure position | Meilleure position | Meilleure position |
| Titre  | Détails                                                                      | É-U                | AUS                | AUT                | BEL (FL)           | BEL (WA)           | CAN                | ALL                | NZ                 | R-U                |
| ------ | ---------------------------------------------------------------------------- | ------------------ | ------------------ | ------------------ | ------------------ | ------------------ | ------------------ | ------------------ | ------------------ | ------------------ |
| Device | - Sortie : 9 avril 2013 - Label: Warner Bros. - Formats : CD, téléchargement | 11                 | 26                 | 57                 | 171                | 153                | 11                 | 54                 | 4                  | 64                 |

### Singles
| Titre              | Année | Meilleure position | Meilleure position | Meilleure position | Album  |
| Titre              | Année | US Act. Rock       | US Heri. Rock      | US Main. Rock      | Album  |
| ------------------ | ----- | ------------------ | ------------------ | ------------------ | ------ |
| Vilify             | 2013  | 1                  | 6                  | 1                  | Device |
| You Think You Know | 2013  | 30                 | —                  | 22                 | Device |

### Vidéos
| Année | Titre              | Réalisateur  | Album  |
| ----- | ------------------ | ------------ | ------ |
| 2013  | Vilify             | P. R. Brown, | Device |
| 2013  | You Think You Know | P. R. Brown, | Device |